# Constantin Le Paige
Constantin Le Paige   (Lieja, 9 de març de 1852 - Lieja, 26 de gener de 1929) va ser un matemàtic i astrònom belga que va ser rector i director de la universitat de Lieja.

## Vida i Obra
Després de cursar estudis secundaris a Spa i a l'Athénée Royal de Lieja, Le Paige va començar els seus estudis de matemàtiques el 1869 a la universitat de Lieja en la qual es va doctorar el 1875. Va ser professor adjunt de la mateixa universitat a partir de l'any següent i el 1882 va ser nomenat professor extraordinari. Deixeble de François Folie i de Eugène Charles Catalan es va fer càrrec dels cursos de geometria superior. Quan François Folie va marxar de Lieja (1885) per fer-se càrrec de l'Observatori Reial d'Uccle, Le Paige esdevingué director de l'Institut d'Astronomia de Lieja. Le Paige era un eminent matemàtic, analista i geòmetra, amb un profund coneixement de les matemàtiques però poc coneixement pràctic de l'astronomia. Afortunadament, va ser secundat a l'Institut d'Astronomia per Marcel Dehalu, un altre deixeble de Folie, que esdevindria el tercer director de l'Institut.
Va ser rector de la universitat entre 1895 i 1898; i el 1905 va ser nomenat Administrador-Inspector de la universitat.
Le Paige era conegut per la seva erudició; va ser numismàtic, historiador de la ciència i bibliòfil; membre de les Societats d'Art i Història de Lieja. Va enfocar el treball matemàtic abordant els problemes filosòfics i històrics del gènere humà. En retirar-se el 1922, la Facultat de Ciències li va demanar que acceptés el encàrrec d'un curs gratuït sobre Història de les Ciències.
La seva obra, que inicialment va ser sobre fraccions contínues i equacions diferencials, es va anar inclinant progressivament per la geometria i, sobre tot, per la teoria de les formes algebraiques, de tal forma que aquests problemes van absorbir tota la seva activitat durant més de quinze anys. Al final de la seva vida es va començar a inclinar per la història de la ciència.
El seu fill, Ubric, va ser el pare del jesuïta, arqueòleg i historiador Gustavo Le Paige, nacionalitzat xilè. El museu arqueològic de San Pedro de Atacama porta el seu nom en el seu honor.